# فانيا بليسنيتش
فانيا بليسنيتش (بالصربية: Вања Плиснић) مواليد 28 يوليو 1980 في زينيتسا، جمهورية البوسنة والهرسك الاشتراكية، هو لاعب كرة سلة صربي. بدأ مسيرته الاحترافية في سنة 1998. حقق المركز الأول في الألعاب الجامعية الصيفية 2003.

## المسيرة الاحترافية
لعب مع نادي إف إم بي لكرة السلة من سنة 2002 إلى 2004، ثم لعب مع نادي أوستند لكرة السلة في سنة 2006، ثم لعب مع بييلا لكرة السلة في موسم 2009–2010، ثم لعب مع نيجني نوفغورود في الدوري الروسي في موسم 2010–2011، ثم لعب مع دينامو باسكت ساساري في الدوري الإيطالي في موسم 2011–2012.

## الميداليات
| الميدالية | المسابقة                      |
| --------- | ----------------------------- |
| فضية      | الألعاب الجامعية الصيفية 1999 |
| ذهبية     | الألعاب الجامعية الصيفية 2003 |
| برونزية   | الألعاب الجامعية الصيفية 2005 |

## روابط خارجية
- فانيا بليسنيتش على موقع الاتحاد الدولي لكرة السلة (الإنجليزية)
- فانيا بليسنيتش على موقع الدوري الأوروبي لكرة السلة (الإنجليزية)
- فانيا بليسنيتش على موقع كرة السلة الأوروبية.كوم (الإنجليزية)
- فانيا بليسنيتش على موقع ريلجم (الإنجليزية)
- فانيا بليسنيتش على موقع بروبوليرز (الإنجليزية)
- فانيا بليسنيتش على موقع سبورتس رفرنس (الإنجليزية)